# David Kynaston
David Kynaston (* 30. Juli 1951 in Aldershot) ist ein britischer Historiker.

## Leben
David Kynaston besuchte das Wellington College und graduierte am New College in Oxford. Er wurde an der London School of Economics promoviert.
Kynaston arbeitet seither freiberuflich als Historiker. Er erhielt 2001 einen Lehrauftrag an der Kingston University in London.
Kynaston verfasste die vierbändige Geschichte The City of London (1994–2001) und schreibt unter dem Titel Tales of a New Jerusalem eine mehrbändig angelegte Sozialgeschichte Großbritanniens seit dem Zweiten Weltkrieg. Er schrieb auch über Cricket und über dessen Legende W. G. Grace.
Mit Engines of Privilege. Britain’s Private School Problem griff er 2019 das private Schulsystem des UK als sozial diskriminierend an.

## Schriften (Auswahl)

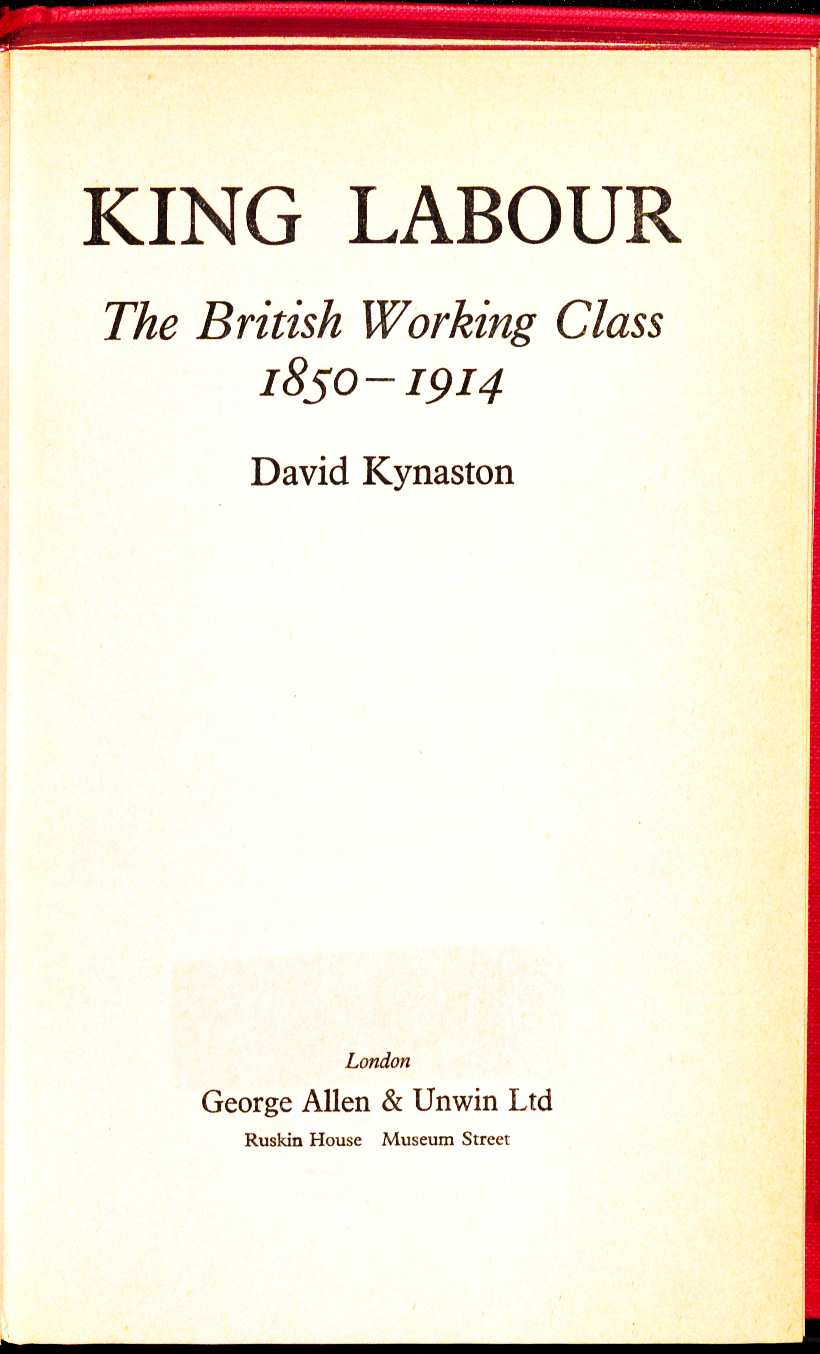
King Labour (1976)

- King Labour: British Working Class, 1850–1914, 1976
- The Chancellor of the Exchequer. Terence Dalton, Lavenham 1980, ISBN 0-900963-97-2
- Bobby Abel: Professional Batsman, 1982
- The Financial Times: a centenary history, 1988
- WG’s Birthday Party, 1990
- Cazenove & Co. a history, 1991
- mit Richard Roberts (Hrsg.): The Bank of England: Money, Power, and Influence 1694–1994, 1995
- The City of London, Volume I: A World of Its Own, 1815–90, 1995
- The City of London, Volume II: Golden Years, 1890–1914, 1995
- The City of London, Volume III: Illusions of Gold, 1914–45, 1999
- (mit Will Sulkin): The City of London, Volume IV: Club No More, 1945–2000, 2002
- LIFFE: A Market and it’s Makers, 1997
- Till Time’s Last Sand: A History of the Bank of England 1694–2013, 2017
- Arlott, Swanton and the Soul of English Cricket, 2018
- mit Francis Green: Engines of Privilege. Britain’s Private School Problem, 2019

Reihe Tales of A New Jerusalem (Sozialgeschichte UK von 1945 bis 1979)
- Austerity Britain, 1945–51, 2007
  - Austerity Britain: A World to Build, 1945–48, 2008
  - Austerity Britain: Smoke in the Valley, 1948–51, 2008
- Family Britain, 1951–57, 2009
- Modernity Britain: Opening the Box, 1957–59, 2013
- Modernity Britain: A Shake of the Dice, 1959–62, 2014
- A Northern Wind, Britain 1962–1965, Bloomsbury Publishing 2023, ISBN 978-1526657572.

## Einzelbelege
1. ↑  David Kynaston, Francis Green: 'It is educational apartheid': are we finally ready to end private schools? In: The Guardian. 26. September 2019, ISSN 0261-3077 (theguardian.com [abgerufen am 14. April 2024]).

| Personendaten    | Personendaten         |
| ---------------- | --------------------- |
| NAME             | Kynaston, David       |
| KURZBESCHREIBUNG | britischer Historiker |
| GEBURTSDATUM     | 30. Juli 1951         |
| GEBURTSORT       | Aldershot             |